# Wilhelm Manske
Wilhelm Manske (né le 3 mars 1951 à Passau) est un acteur allemand ayant été remarqué en France dans la série Le Destin de Lisa.

## Filmographie
(mars 2023).
- 1992 : Lindenstraße (série télévisée) : Polizeibeamter
- 1992 : Die Distel : spiritist
- 1993 : La Liste de Schindler : Un officier du Ghetto
- 1996 : Alle zusammen - Jeder für sich (série télévisée) : Ralf Kladow
- 1998 : Hinter Gittern - Der Frauenknast (série télévisée) : Installateur
- 1998 : Alerte Cobra (série télévisée)
- 1998 : Der Handymörder (TV) : Richter
- 1998-2007 : Der Bulle von Tölz (série télévisée) : Investor / Uwe Mautner
- 1998 : Just Married : Anwalt Dr. Sonnenschein
- 1999 : Café Meineid (série télévisée) : Hartmut Landsdorfer
- 1999 : Dr. Sommerfeld - Neues vom Bülowbogen (série télévisée) : Kaufhausdetektiv
- 2000 : Der Kardinal - Der Preis der Liebe (TV) : Erich Kesselbaum
- 2000 : Julia - Eine ungewöhnliche Frau (série télévisée) : Dr. Heinrich Trapl
- 2000 : Trennungsfieber (TV) : Le père d'Edgar
- 2000 : Polizeiruf 110 (série télévisée)
- 2000 : Kümmel und Korn
- 2000-2004 : Soko brigade des stups (SOKO 5113) (série télévisée) : Heinz Wolfhardt / Horstmann
- 2001 : Le Tunnel : Kaderfuhrer
- 2001 : La fille du commissaire (TV)
- 2001-2002 : Tatort (série télévisée) : Dr. jur. Wilfried Manz / Rechtsanwalt
- 2002 : Germanija : Schaffner 1
- 2002 : Die Rosenheim-Cops (série télévisée) : Gerd Anzinger
- 2002- : Une famille en Bavière (série télévisée) : Herr Berger
- 2003 : Denninger - Der Mallorcakrimi (série télévisée) : Wissmann
- 2003 : Au secours, papa a seize ans! (TV) : Nachbar mit Fahrrad
- 2003-2006 : SOKO Kitzbühel (série télévisée) : Bankdirektor / Josef Köck / Helge Schramm
- 2004 : Der Wunschbaum (série télévisée)
- 2004 : Leise Krieger : Père
- 2004 : Les Allumeuses (série télévisée) : Richter
- 2004 : Berlin, Berlin (série télévisée) : Dr. Kemp
- 2004 : Soundless : Der Russe
- 2004 : Les etoiles brillent toujours (TV) : Richter
- 2004 : Frech wie Janine (série télévisée) : Klaus Lehmann
- 2004 : München 7 (série télévisée) : Priester im Beichtstuhl
- 2005 : L'amour au grand large (TV) : Capitaine
- 2005 : La jungle des amoureux (TV) : Hotelchef Bornekamp
- 2005 : Tsunami (TV) : Commandant
- 2005 : Urlaub vom Leben : Bankdirektor Seiffert
- 2005 : Drei teuflisch starke Frauen (TV) : Anwalt Rainer Lustig
- 2005 : Sex and More (série télévisée) : Professeur
- 2005-2006 : Le Destin de Lisa (série télévisée) : Friedrich Seidel
- 2006-2007 : Le Destin de Bruno (série télévisée) : Friedrich Seidel
- 2006 : Wie Licht schmeckt : Portier
- 2007- : Dahoam is dahoam (série télévisée) : Joseph Brunner
- 2008 : Embrasse-moi si tu m'aimes (TV) : Thomas Muhrmann